# Kotrag
Kotrag kán volt Volgai Bolgárország megalapítója. Kuvrat, Nagy-Bulgária uralkodójának a fia volt. Apja halála után elhagyta az országot. Utódai a mai Tatár Köztársaság területét is elérték, és a 7.–9. század között megalapították az államukat, vallásnak pedig a bagdadi kalifa követének, Ibn Fadlannak a 922-es látogatásakor felvették az iszlám vallást. A 13. században Batu kán mongol és türk csapatai elfoglalták a területet (1236).

## Emléke
Az antarktiszi Déli-Shetland-szigetekhez tartozó Greenwichen álló Kotrag Nunatak Kotragról lett elnevezve.